# تييري نوار
تييري نوار (بالفرنسية: Thierry Noir)‏ (و. 1958 – م) هو فنان، وممثل، ورسام من فرنسا. ولد في ليون.

## وصلات خارجية
- تييري نوار على موقع IMDb (الإنجليزية)
- تييري نوار على موقع ألو سيني (الفرنسية)
- تييري نوار على موقع أول موفي (الإنجليزية)
- تييري نوار على موقع كينوبويسك (الروسية)

تييري نوار في قاعدة بيانات الأفلام على الإنترنت